# Ультан из Ардбраккана
Ультан (умер ок. 657 года) — святой игумен-епископ из Ардбраккана, также известный как Ультан-писец. День памяти — 4 сентября.

## Житие
Святой Ультан был дядей святой Бригиты по материнской линии. Он описал житие святой для своего ученика, св. Брогана (Brogan Cloen of Rostuirc), что в Оссори (Ossory). Ирландские анналы относят св.Ультана к королевскому роду О'Конноров (royal race of O'Connor). Св. Ультан был учеником и родственником св. Деклана, поставившего его епископом Ардбраккана. Вслед за святым Брекканом (Breccan) он стал игуменом-епископом Ардбраккана ок. 570 года.
Св.Ультан основал школу, воспитывая своих бедных студентов духовно и телесно, и был за свои труды упомянут в писаниях св. Бригитты и проиллюстрировал эти труды. Он также известен своими прекрасными гимнами. Его латынский гимн, начинающийся с "Christus in nostra insula", был включён в Solesmes Chant books.
В Feilire св. Ультан упоминается св.Энгусом как великий безгрешный царевич, в котором малыши процветают: дети особо играют около Ультана из Ардбраккана. В аннотации поясняется, что желтая лихорадка нападала на взрослых больше, чем на детей, и описываются жалостливые сцены человеческих страданий, которые были засвидетельствованы в это скорбное время. Всюду по стране было множество детей, чьих матерей и отцов не стало и которые остались беспомощными и голодными. Св.Ультан собирал всех сирот, которых находил, и приносил их в свою обитель. В один из источников сообщается, что их число достигало аж 150. Считается, что им был изобретён метод кормления его малых подопечных с помощью коровьих сосцов, которые заполнялись молоком.
После проповеди Священного Писания в Ардбраккане, св. Ультан отправился на острова Аран после короткой стоянки в Мите. На одном из этих островов он окончил свой земной путь. Там был обнаружен надгробный камень. Датой кончины считается 4 сентября. Анналы Клонмакнойса сообщают о кончине св.Ультана в 653 году.
Считается, что св.Ультан был епископом Мита. Его почитают апостолом Дэзи, что в Мите (Desi of Meath). Многие упоминания св.Ультана имеются в мартирологе св.Энгуса Клоненахского.
Источник св. Ультана сначала находился в кельтском монастыре. Потом он оказался в землях англо-норманских епископов.
Св.Ультан почитается покровителем педиатров. В честь него названы хорошо известный детский госпиталь и специальная школа в Наване.